# Roseto degli Abruzzi
Roseto degli Abruzzi község (comune) Olaszország Abruzzo régiójában, Teramo megyében.

## Fekvése
A megye keleti részén fekszik, az Adriai-tenger partján. Határai: Atri, Giulianova, Morro d’Oro, Mosciano Sant’Angelo, Notaresco és Pineto.

## Története
A település vidéke az ókor óta lakott vidék. A település legrégebbi része Montepagano, ami 1927-ig a községközpont szerepét is ellátta. A 19. század végén alakult ki a tengerparton Marina di Montepagano, amelyet később átneveztek Rosburgónak, majd 1927-ben felvette mai nevét.

## Népessége
A népesség számának alakulása:

## Főbb látnivalói
- Villa Clemente
- Cappella Russicum - ortodox kápolna
- Madonna dell’Annunciazione-templom
- Sacro Cuore-templom
- Madonna dell’Assunta-templom